# داویده فراتسی
داویده فراتِسی (زاده ۲۲ سپتامبر ۱۹۹۹) بازیکن فوتبال اهل ایتالیا است که برای باشگاه فوتبال اینتر میلان در پست هافبک بازی می‌کند.

## افتخارات

### باشگاهی
اینترمیلان
- سری آ(۱): ۲۴–۲۰۲۳
- سوپر جام فوتبال ایتالیا(۱): ۲۰۲۳
- لیگ قهرمانان اروپا: ۲۵–۲۰۲۴ (نایب‌قهرمان)

## آمار ملی

### بازی‌های ملی
تا تاریخ ۲ جولای ۲۰۲۵
| ایتالیا | ایتالیا | ایتالیا | ایتالیا |
| سال     | بازی    | گل      |         |
| ------- | ------- | ------- | ------- |
| ۲۰۲۲    | ۴       | ۰       |         |
| ۲۰۲۳    | ۷       | ۴       |         |
| ۲۰۲۴    | ۱۴      | ۴       |         |
| ۲۰۲۵    | ۴       | ۰       |         |
| مجموع   | ۲۹      | ۸       |         |

### گل‌های ملی
| شماره | تاریخ           | میزبان  | بازی ملی | حریف            | نتیجه | رقابت                             |
| ----- | --------------- | ------- | -------- | --------------- | ----- | --------------------------------- |
| ۱     | ۱۸ ژوئن ۲۰۲۳    | انسخده  | ۶        | هلند            | ۳–۲   | مرحله نهایی لیگ ملت‌های اروپا ۲۰۲۳ |
| ۲     | ۱۲ سپتامبر ۲۰۲۳ | میلان   | ۷        | اوکراین         | ۲–۱   | مقدماتی جام ملت‌های اروپا ۲۰۲۴     |
| ۳     | ۱۲ سپتامبر ۲۰۲۳ | میلان   | ۷        | اوکراین         | ۲–۱   | مقدماتی جام ملت‌های اروپا ۲۰۲۴     |
| ۴     | ۱۴ اکتبر ۲۰۲۳   | باری    | ۸        | مالت            | ۴–۰   | مقدماتی جام ملت‌های اروپا ۲۰۲۴     |
| ۵     | ۹ ژوئن ۲۰۲۴     | امپولی  | ۱۵       | بوسنی و هرزگوین | ۱–۰   | دوستانه                           |
| ۶     | ۶ سپتامبر ۲۰۲۴  | پاریس   | ۲۰       | فرانسه          | ۳–۱   | لیگ ملت‌های اروپا ۲۵–۲۰۲۴          |
| ۷     | ۹ سپتامبر ۲۰۲۴  | بوداپست | ۲۱       | اسرائیل         | ۲–۱   | لیگ ملت‌های اروپا ۲۵–۲۰۲۴          |
| ۸     | ۱۴ اکتبر ۲۰۲۴   | اودینه  | ۲۳       | اسرائیل         | ۴–۱   | لیگ ملت‌های اروپا ۲۵–۲۰۲۴          |